# Borderline Hymns
Borderline Hymns (Himnos fronterizos) es el primer material discográfico de la banda proveniente de Suecia, de Avant-garde metal Diablo Swing Orchestra. Lanzado de forma independiente en 2003, año de creación de la banda. El EP contiene cuatro canciones, las cuales pasarían a ser en 2006, parte del listado de canciones de su álbum debut de estudio The Butcher's Ballroom.

## Listado de canciones
| N.º | Título             | Escritor(es) | Duración |  |
| 1.  | «Porcelain Judas»  |              | 4:20     |  |
| 2.  | «D'Angelo»         |              | 1:45     |  |
| 3.  | «Velvet Embracer»  |              | 3:56     |  |
| 4.  | «Pink Noise Waltz» |              | 5:51     |  |